# Static-X
Static-X je americká hudební skupina hrající industrial metal , známá také pro výstřední image svých členů, především frontmana Wayne Statica s typicky postavenými vlasy vzhůru a svázanou bradkou. Skupina není všeobecně moc respektovaná kritiky, ale má pevnou základnu fanoušků po celém světě, včetně České republiky. Ve svém žánru je však poměrně uznávaná.

## Styl
Samotní Static-X se často odkazují na svůj styl jako na tzv. „Evil Disco“. „Evil“ má reprezentovat metal a „disco“ industrial metal. Kritika řadí Static-X spíše do industrial metalu, případně do nu-metalu, byť se v hudbě Static-X na rozdíl od ostatních nu-metalových skupin neobjevují prvky rapu. Nejblíže se Static-X podobají pravděpodobně kapelám jako Ministry nebo Dope. Při formování zvuku Static-X hráli významnou roli například The Prodigy.

## Historie

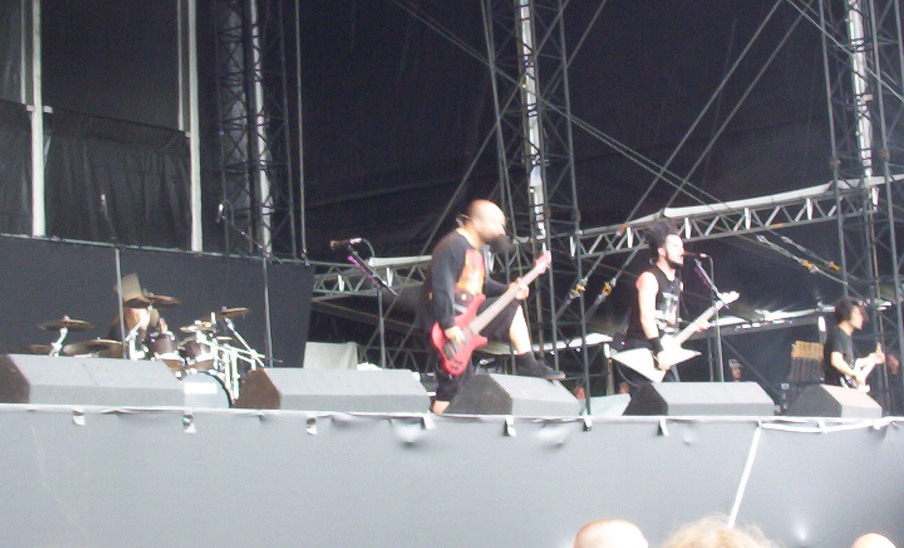
Static-X

První dva členové se poznali na konci 80. let v Chicagu, kdy Bill Corgan (frontman The Smashing Pumpkins) představil navzájem Wayne Statica (zpěv) a Kena Jaye (bubny). Tihle dva spolu v roce 1990 utvořili kapelu Deep Blue Dream. Kapela vytvořila několik demo nahrávek, ale nic doopravdy nevyšlo a kapela se rozpadla.
Wayne a Ken Jay potom utvořili kapelu Static, ale o jejich koncerty byl v Chicagu jen malý zájem a tak se rozhodli odjet do centra hudebního průmyslu: Los Angeles. V L. A. v roce 1994 poznali basáka Tonyho Campose, který hrával s místními death metalovými kapelami a přibrali ho do kapely. V roce 1995 se ke kapele přidal ještě kytarista Koichi Fukuda. Poté začali Statici nahrávat dema a dělat koncerty v malých klubech na kterých měli u lidí velký úspěch, čehož si všimli také manažeři nahrávacích společností.
V roce 1998 podepsali Static-X smlouvu s vydavatelstvím Warner Bros. a několik týdnů potom začali nahrávat svoje debutové album Wisconsin Death Trip, které vyšlo po dlouhém čekání až v roce 1999 potom co kapela odehrála mnoho koncertů jako předskokani Fear Factory a System of a Down. Deska měla obrovský úspěch, její platinový prodej podpořilo více než roční turné, kde mimo jiné Static-X dvakrát vystoupili na Ozzfestu. Dodnes se prodalo alba více než milion kusů. Jak říká zpěvák Wayne Static: "Byla to prostě správná deska ve správnou dobu."
Během turné už kapela připravovala druhé album s názvem Machine, které vyšlo v roce 2001. Získalo zlatou desku, ale už nemělo takový úspěch jako Wisconsin Death Trip. Texty jsou inspirované hlavně zážitky z turné. Po turné k Wisconsin Death Trip se s kapelou na čas rozloučil kytarista Koichi Fukuda. Důvodem bylo, že se po dlouhém turné chtěl věnovat rodině a vedlejšímu projektu kapele Revolve. Jako náhradu za něj přibrala skupina Trippa Einstena.
Kapelu opustil, neoficiálně kvůli hudebním rozporům, také jeden ze zakladatelů Ken Jay, který zamířil do skupiny Godhead. Na v pořadí třetím albu se tak musel ujmout bubnů Josh Freese. Album neslo název Shadow Zone a zcela se lišilo od dosavadní tvorby. Na albu byly melodické písničky, akustická kytara, mnohem méně elektroniky. Kritika desku ohodnotila jako nejlepší od Static-X, ale pro část fanoušků je to dodnes nejkontroverznější deska. Na druhou stranu touto deskou získali Static-X jinou početnou skupinu fanoušků. Skupina tímto albem pronikla i více do světa, především díky skladbě The Only na soundtracku k hře Need For Speed: Underground. Za Shadow Zone Static-X získali opět zlatou desku. Na turné už za bubny usedl nový bubeník – Nick Oshiro.
Po turné vydala kapela album raritek Beneath… Between… Beyond, které obsahovalo hlavně skladby vydávané jako bonustracky a také covery několika songů, například od Black Sabath.
Poté se kapela vrhla do práce na dalším albu Start a War, to však zkomplikovala aféra Trippa Eisena, který byl zatčen, obviněn a odsouzen za zneužití 14leté dívky. Kapela ho okamžitě vyloučila a jeho místo zaujal opět Koichi Fukuda.
Album Start a War vychází v roce 2005 spolu s téměř dvouhodinovým X-rated DVD a je celkem úspěšné a kladně hodnocené, ale komerčně nemá takový úspěch jako Shadow Zone, oproti kterému má mnohem tvrdší a syrovější zvuk. Hlavním tématem textů je nenávist k jedné osobě.
Po krátké odmlce se kapela vrátila s deskou, která nesla název Cannibal, roku 2007. Hudebně se na něm kapela snažila vrátit ke svým počátkům (úspěšná deska Wisconsin Death Trip), na rozdíl od ostatních desek obsahovala kytarová sóla, o která se postaral navrátivší se kytarista Koichi Fukuda. V textech Wayne Static nevyjadřuje svoje pocity, ale inspiruje se jednoduchými slovy jako je Reptile, Goat, Destroyer…
Na jaře roku 2009 vyšla deska Cult Of Static. Deska je podle slov hlavního skladatele – Wayne Statica – trochu pokračováním předchozí desky Cannibal, ale podle fanoušků je teprve tato deska pravým návratem k Evil disco. Texty jsou inspirovány hlavně manželkou Wayna – Terou Wray a také auty. Před turné oznámil pauzu bubeník Nick Oshiro, na jeho místo nastoupil bubeník ze skupiny Evanescence (Will Hunt).
Po skončení tour v roce 2009 oznámil frontman Wayne Static, že se dále zaměří na svůj sólový projekt – Pighammer. Nedlouho nato z kapely oficiálně odešel dlouholetý basák Tony Campos a začal se věnovat mnoha dalším kapelám. Od té chvíle tedy měli Static X časově neomezenou pauzu.
1. listopadu 2014 zemřel Wayne Static ve spánku ve věku 48 let.
V roce 2018 byla kapela obnovena a na rok 2019 je naplánováno vydání nového alba Project Regeneration.

## Koncertování
Koncertování přikládá skupina velkou váhu. Často vyrážejí na turné, většinou po USA, zřídkakdy zavítají do Evropy. Když už se tak stane, nezřídka turné skončí předčasně, jako naposledy v roce 2007 kvůli přepravním problémům. Static-X mají za sebou mnoho turné s významnými kapelami i řadu putovních festivalů (Ozzfest, Family Values, SnoCore, Gigantour). V České republice vystoupili Static-X poprvé 4. 7. 2009 na festivalu Rock for People.

## Zajímavosti

### Jméno kapely
Původně se kapela jmenovala pouze Static, ale když podepsali smlouvu s Warner Bros museli si najít jiné jméno protože Static bylo už obsazené. Wayne navrhoval Wisconsin Death Trip, ale ostatní nesouhlasili a snažili se různě upravit slovo Static. Nakonec se shodli, že si dají za jméno jednoduše X.

### Otsego
Otsego je zapadlé, ospalé městečko v Michiganu, blízko místa, kde Wayne chodil do školy. Téměř na všech albech je nějaká otsego-písnička. Tuto tradici porušila až poslední dvě alba – Cannibal a Cult Of Static.

## Aktuální sestava
- Xero (Edsel Dope) - zpěv, kytara (2018–dodnes)
- Koichi Fukuda - hlavní kytara, programování (1994–2000, 2005–2010, 2018-dodnes)
- Tony Campos - basová kytara, vokály v pozadí (1994–2010, 2018–dodnes)
- Ken Jay - Bicí (původně odešel neoficiálně kvůli hudebním rozporům) (1994–2003, 2018–dodnes)

## Bývalí členové
- Tripp Eisen – hlavní kytara (2000–2005) (Vyhozen kvůli zneužití 14leté dívky)
  - Nick Oshiro – bicí (2003–2009)
  - Brent Ashley – basová kytara, vokály v pozadí (2012)
  - Andy the Kid – basová kytara, vokály v pozadí (2012–2013)
  - Diego Ibarra – hlavní kytara (2012–2013)
  - Sean Davidson – Bicí (2012–2013)
  - Wayne Static – zpěv, rytmická kytara (1994–2010, 2012–2013;umřel 2014); klávesy, programování (2001–2005, 2012–2013)

## Diskografie
- 1999: Wisconsin Death Trip
- 2001: Machine
- 2003: Shadow Zone
- 2004: Beneath Between Beyond
- 2005: Start a War
- 2007: Cannibal
- 2009: Cult of Static
- 2020: Project: Regeneration Vol. 1
- 2024: Project: Regeneration Vol. 2

## DVD
- 2000: Where The Hell Are We And What Day This Is.. This is Static-X (oficiálně nikdy nevydáno, kvůli sporům s Sharon Osbourne)
- 2003: X-posed
- 2005: X-rated
- 2008: Cannibal Killers Live